# Turtle Islands (Tawi-Tawi)
Turtle Islands (deutsch Schildkröteninseln) ist eine Gemeinde auf den Philippinen der 5. Einkommensklasse der Provinz Tawi-Tawi mit 5683 Einwohnern (1. Mai 2020).
Turtle Islands ist Teil des Sulu-Archipels und besteht aus den Inseln Boan, Lihiman, Langaan, Great Bakkungan, Taganak und Baguan.
Da die Inseln ein großer Nistplatz der Grünen Meeresschildkröte sind, wurde Turtle Islands 1969 zum Naturschutzgebiet erklärt.

## Barangays
Turtle Islands ist politisch in zwei Barangays unterteilt: Taganak Poblacion und Likud Bakkao.